# 宝田恵比寿神社
宝田恵比寿神社（たからだえびすじんじゃ）は、東京都中央区日本橋本町にある神社。
元は現在の皇居のある千代田区皇居外苑に所在しており、江戸城拡充のため宝田村から住民共々奥州街道大伝馬町に移転したことによるもの。神紋は丸に蔓柏。かつて日本橋七福神に数えられた。

## 歴史
創建年代は不明。後の江戸城呉服橋御門内にあたる宝田村の鎮守社だったが、慶長11年（1606年）同村が郭外の未開発地に移転して大伝馬町・南伝馬町の両伝馬町が成立すると、当社は大伝馬町二丁目北側新道（北横町）の名主馬込勘解由所有地奥に安置された。
常盤橋南側土手の旧社地には江戸時代を通じて建物と鳥居が残され、江戸時代を通じて常盤橋門番により維持管理された。明治時代に撤去されると、近所の子供は跡地を「いなり山」と呼んで遊び場とした。
文化11年（1814年）刊『十方庵遊歴雑記』によれば、当時は初午を祭日とする稲荷神社であり、旧村名を音読みして宝田（ほうだ）稲荷と称していた。初午の日には神田明神から社人が来て神楽を演奏し、供物を捧げた。
文政年間、馬込家所有地より大伝馬町一丁目北側新道（北横町）の現在地に移転し、同町の木綿問屋等による共同管理となった。この時期には馬込家が一時的に幕府から名主・伝馬役を停止されており、これに伴う措置とも考えられる。
1873年（明治6年）1月6日、神田神社の兼務社となった。
1923年（大正12年）の関東大震災では、1878年（明治11年）8月築の本殿は焼け残り、拝殿は1924年（大正13年）3月に再建された。1945年（昭和20年）の東京大空襲でも、近くに焼夷弾が落下したものの、社殿には被害がなかった。明暦の大火、安政江戸地震にも焼け残ったといい、このため火防の神としての信仰も広まった。
1961年（昭和36年）、宝田村からの遷宮350周年を記念して新社殿造営奉賛会が設立され、1963年（昭和38年）10月18日に鉄筋コンクリート製社殿の落成奉祝祭が行われた。
現在秋の祭礼となっているべったら市は本来当社とは無関係だったが、市の隆盛に伴い当社の祭神にえびす神（事代主命）が加えられ、いつしか宝田恵比寿神社と称されるようになった。

## 恵比寿像
座高約50cm、欅材の寄木造に玉眼を嵌め込んだ半跏踏下像。運慶作とも左甚五郎作ともされる。初代馬込勘解由が徳川家康に従い江戸に入府した際に下賜されたと伝わる。戦時中は本町あか見商店の赤見森三が空襲警報の度に神像を背負って避難した。

## 年間行事
- 初恵比寿祭（1月20日）[14]
- 節分祭（2月3日）[14]
- 宝田恵比寿神社大祭（1月19日、20日）[14]
毎年10月19日・20日に露店でべったら漬けが売られるべったら市が名物となっている[16]。江戸時代末までは、商売繁盛を願って恵比寿神を祀り、祝宴を開くための恵比寿講の用具等の市であったが、明治中期以降現在の形となった[16]。近隣の小津本館ビル前には、べったら市の由来である「馬込勘解由の碑」がある[16]。

## 交通
- 東京地下鉄日比谷線  小伝馬町駅（3出口） 徒歩3分
- JR東日本総武線快速線  新日本橋駅（5出口） 徒歩3分

## ギャラリー

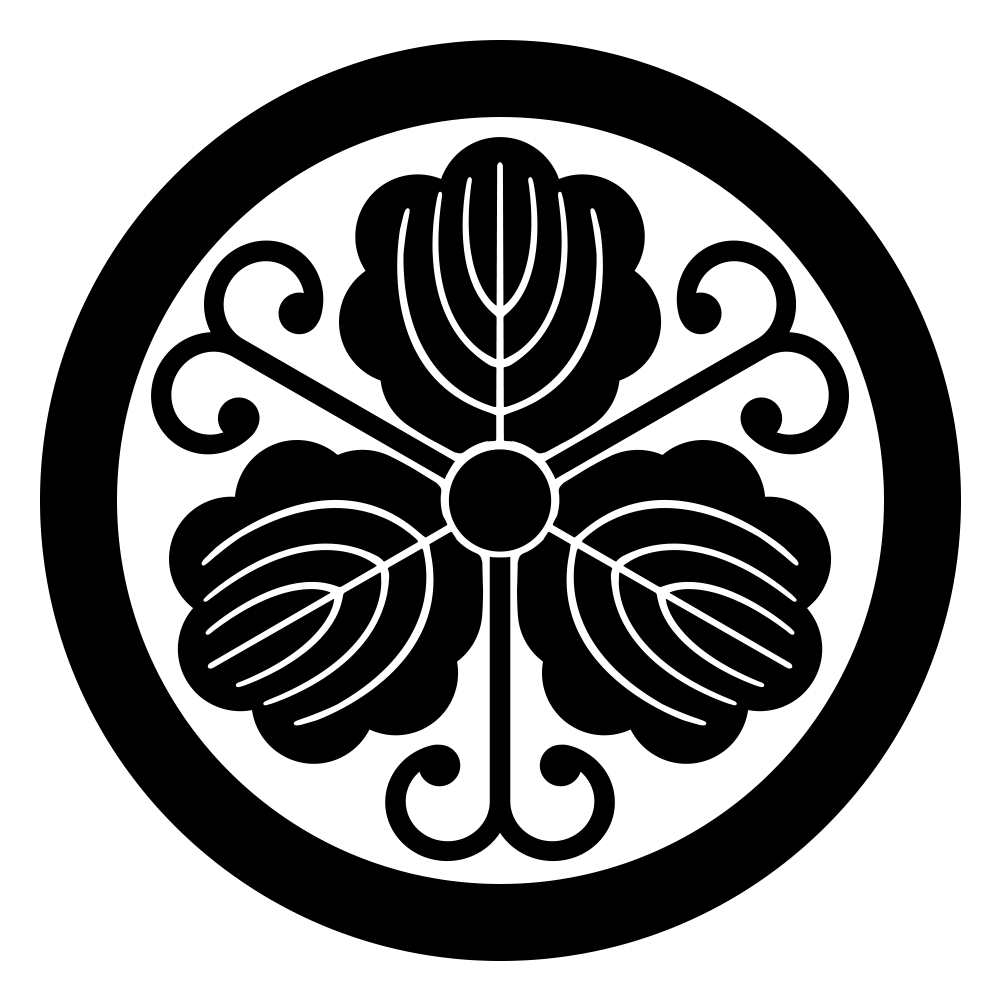
まるにつるかしわ 丸に蔓柏（神紋）